# Quartier d'Amérique
Pour les articles homonymes, voir Amérique (homonymie).
Le quartier d'Amérique est le 75e quartier administratif de Paris, situé dans son 19e arrondissement.

## Histoire
Plus de la moitié du territoire du quartier faisait partie de celui de l'ancienne commune de Belleville annexée à la ville de Paris en 1860, entre la rue de Belleville au sud, le boulevard Sérurier à l'est, les rues des carrières d'Amérique et Manin au nord, les rues de Crimée et de la Villette à l'ouest, comprenant le cœur de l'ancien village autour de l'église Saint-Jean-Baptiste et de la place des Fêtes. 
La partie entre les rues des carrières d'Amérique et Manin au sud, le boulevard Sérurier à l'est, la rue Petit au nord, la rue de Crimée à l'est, s'étend sur celui de l'ancienne commune de La Villette. La partie à l'est du boulevard Sérurier comprenait les fortifications démantelées en 1919 et la zone non-aedificandi comprise dans le territoire du Pré-Saint-Gervais jusqu'en 1929 ensuite rattaché̩e à Paris puis réaménagée (construction d'ensembles d'immeubles HBM, Parc de la Butte-du-Chapeau-Rouge et boulevard périphérique.
Dans ce quartier se trouvaient les carrières d'Amérique, d'où on extrayait du gypse et des pierres meulières pour la construction d'immeubles parisiens (dans les arrondissements du centre). Selon une légende urbaine, les carrières étaient ainsi nommées car une partie du plâtre produit aurait été exporté et aurait servi à édifier la Maison-Blanche, à Washington, aux États-Unis. Mais un panneau d'information de la mairie de Paris explique qu'il n'en est rien. Ces carrières ferment en 1873 et sont remblayées.
Le quartier de la Mouzaïa de pittoresques maisons basses le long de ruelles appelées « villas » s'étend à leur emplacement.

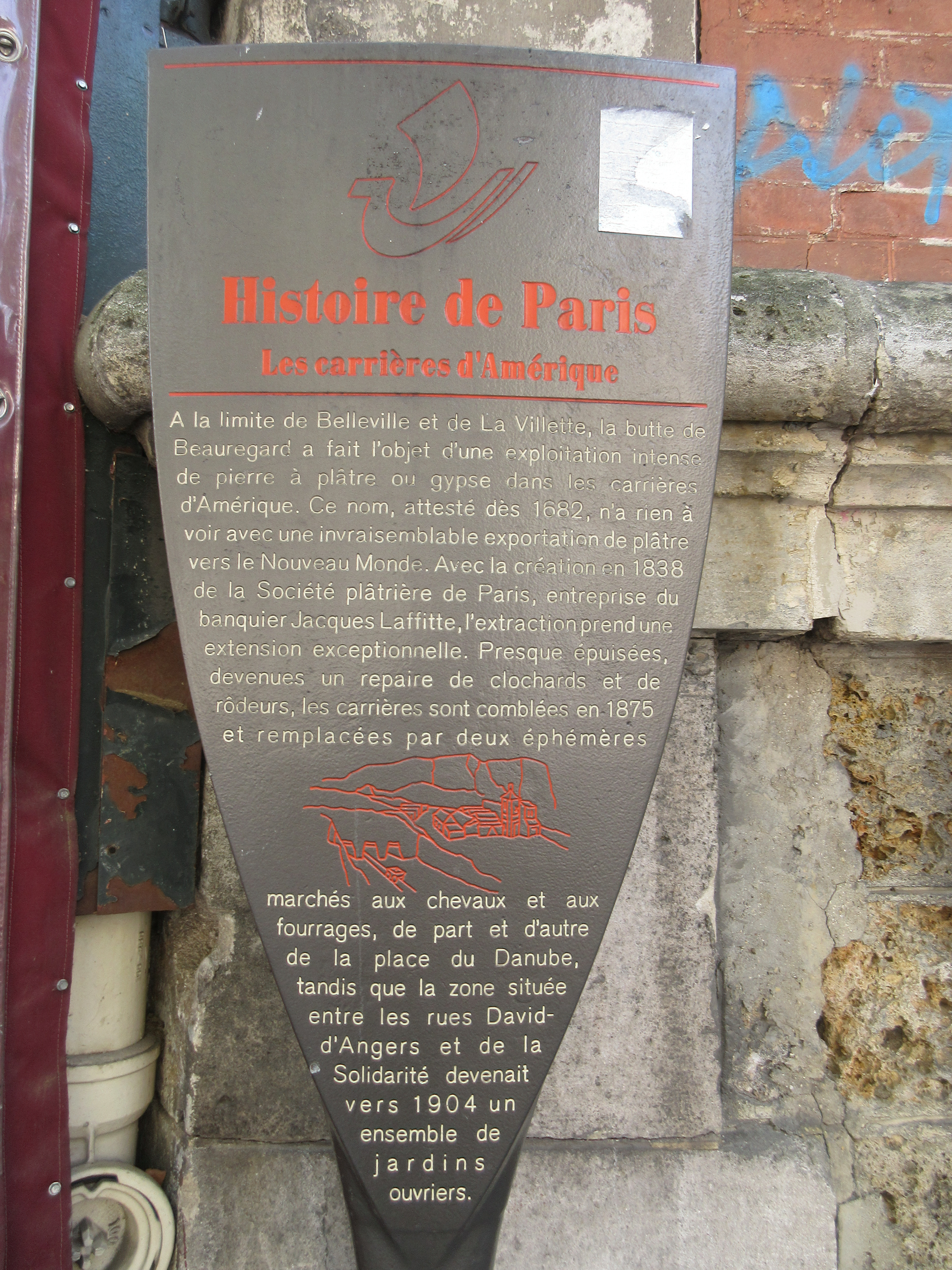
Panneau Histoire de Paris : « Carrières d'Amérique ».
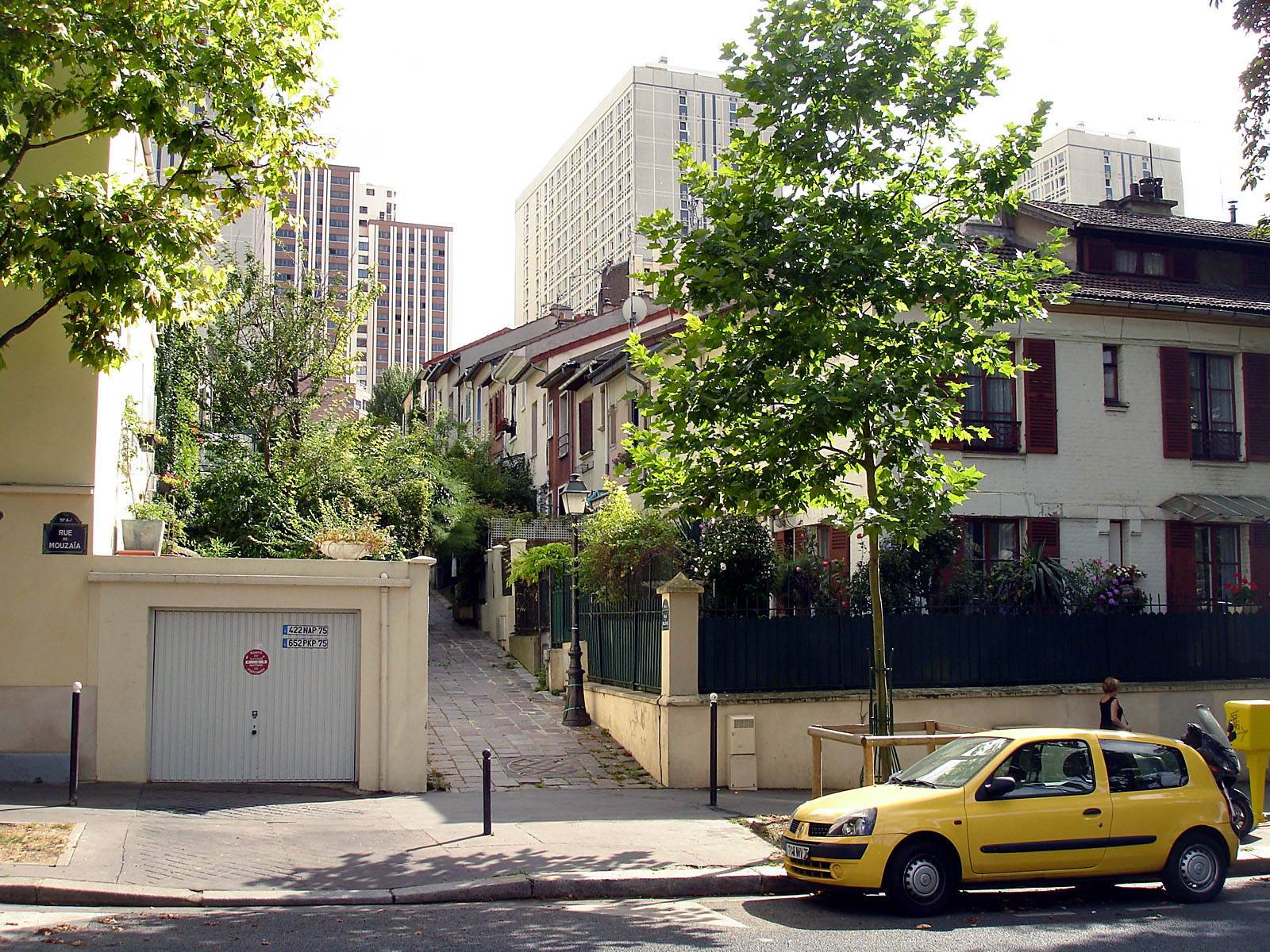
La villa de Bellevue, vue de la rue de Mouzaïa. Au fond, les tours de la place des Fêtes contrastent avec les pavillons du quartier, entourés de jardinets.
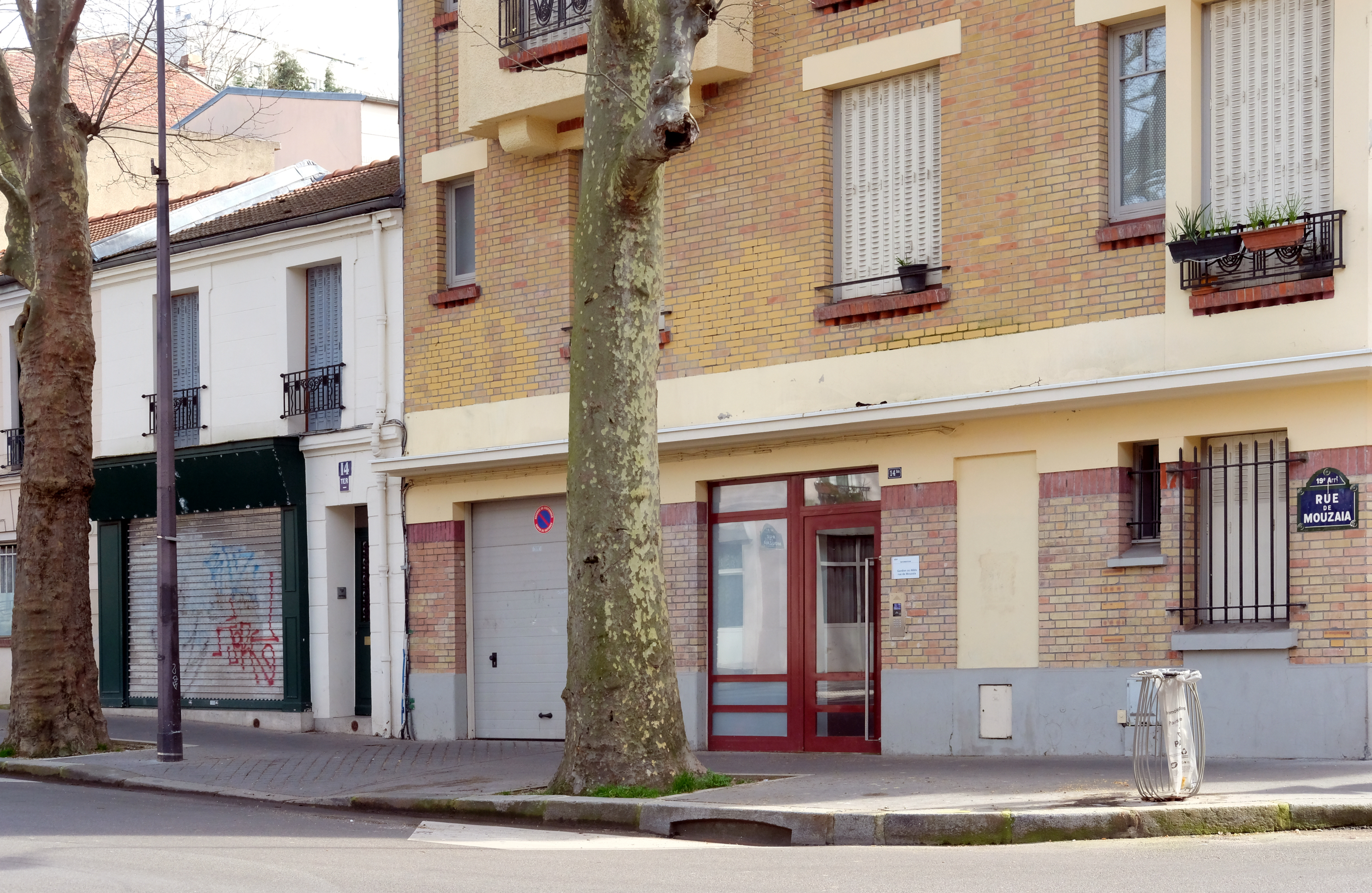
Maisons et immeubles de la rue Mouzaïa.

Une autre partie du quartier a fait l'objet d'aménagements dans les années 1960 et 1970 avec construction de tours à la place des usines, des ateliers, des maisons et des guinguettes, en particulier aux environs de la place des Fêtes.

## Édifices et monuments
- Ensemble HBM, 117, rue de Belleville.
- Regard de la Lanterne, 213, rue Belleville.
- regard Lecouteux, 44, rue des Solitaires.
- Église Saint-Jean-Baptiste de Belleville, 139, rue de Belleville.
- La place des Fêtes.
- Archives de Paris, 18, boulevard Sérurier.
- Église de Marie-Médiatrice-de-Toutes-les-Grâces, 48 bis, boulevard Sérurier.
- Hôpital Robert-Debré, 48, boulevard Sérurier.
- Parc de la Butte du Chapeau-Rouge, boulevard d’Algérie.
- Rue de Mouzaïa.
- Quartier de la Mouzaïa.
- Rues Paul-de-Kock et Émile-Desvaux
- Hameau du Danube, 46-48, rue du Général-Brunet.
- Église Saint-François-d'Assise, 7, rue de Mouzaïa.
- Lycée technique Diderot, le long du boulevard Sérurier au niveau de la porte Brunet.
- Collège Georges-Brassens, 4, rue Erik-Satie.
- Église Sainte-Claire de la porte de Pantin.
- Lycée technique d'Alembert, 20-22, sente des Dorées.
- Église Sainte-Colette-des-Buttes-Chaumont, 14 bis, allée Darius-Milhaud.
- Plaque commémorative "Tout près d’ici reposent de Très Nombreux CITOYENS MORTS en MAI 1871 pour la RÉPUBLIQUE et la LIBERTÉ" au 1 rue de la Solidarité